# 오스먼즈
오스먼즈(The Osmonds)는 미국의 가족 밴드이다.